# جویویا، پورتوریکو
جویویا (به انگلیسی: Jayuya) یک منطقهٔ مسکونی در ایالات متحده آمریکا است که در پورتوریکو واقع شده‌است.
 جویویا ۱۰۲٫۱ کیلومتر مربع مساحت و ۱۶٬۶۴۲ نفر جمعیت دارد.